# Giulia Albanese
Giulia Albanese (Veneza, 1975) é uma historiadora italiana. Formada pela Universidade de Veneza, tendo colaborado em (2005) como research assistant no Instituto Universitário Europeu. Participou da redação do Anuário 2001 da Sociedade Italiana de História Contemporânea (SISSCO). Em 2000 foi Conselheira da Direção do Instituto veneziano de História e Resistência da Sociedade Contemporânea. Atualmente colabora com a Universidade de Padova.

## Principais âmbitos da indagação cultural
Estudou particularmente a crise do liberalismo, e a consequente violência política desencadeada nos anos vinte na Itália. A sua pesquisa abordou, todavia, também a Resistência italiana e o Primeiro de Maio na Europa.

## Obras

### Livros
- Albanese Giulia, La maison de l'Italie. Storia della residenza italiana alla Cité Universitaire di Parigi, Milano, Franco Angeli, 2004
- Albanese Giulia, Alle origini del fascismo. La violenza politica a Venezia 1919-1922, Padova, Il Poligrafo, 2001
- Albanese Giulia, La marcia su Roma, Roma-Bari, Laterza, 2006[3]
- Albanese Giulia, Pietro Marsich, Padova, Cierre, 2003[4]
- Albanese Giulia e Marco Borghi Memoria resistente. La lotta partigiana a Venezia e provincia nel ricordo dei protagonisti. Com CD-ROM Nuova Dimensione 2005; ISBN 9788889100257

### Curatela
- Giulia Albanese e Marco Borghi, a cura di, Memoria resistente. La lotta partigiana a Venezia e provincia nel ricordo dei protagonisti, Nuovadimensione, Portogruaro 2005
- Giulia Albanese e Marco Borghi, a cura di, Nella resistenza. Vecchi e giovani a Venezia sessant’anni dopo, Nuovadimensione, Portogruaro 2004

### Artigos
- Violenza politica e origini del fascismo. Un percorso di ricerca, in Gli storici si raccontano. Tre generazioni tra revisioni e revisionismi, a cura di Angelo d’Orsi con Filomena Pompa, Manifestolibri, Roma 2005, pp. 269–277
- Un laboratorio per la nuova Italia, in Roma 1944-45: una stagione di speranze. L’Annale Irsifar, FrancoAngeli, Milano 2005, pp. 93–102
- La crisi dello stato liberale e le origini del fascismo attraverso alcuni recenti studi. Una riflessione, in «Studi Storici», n. 2, aprile-giugno 2004, anno 45, pp. 601–608
- Dire violenza, fare violenza. Espressione, minaccia, occultamento e pratica della violenza durante la marcia su Roma, in «Memoria e ricerca», n. 13, maggio-agosto 2003, pp. 51–68

## Ligações Externas
- Pagina personale, da Sissco.it (em italiano)
- Istituto veneto per la storia della Resistenza e dell'età contemporanea (em italiano)